# 斎藤夏風
斎藤 夏風（さいとう かふう、1931年2月1日 - 2017年8月21日）は、日本の俳人。東京生まれ。本名、斎藤安弘。

## 人物・来歴
早稲田大学法学部中退。1954年、山口青邨の「夏草」入会。1962年夏草新人賞。1965年「夏草」同人、編集人（1991年まで）。1986年夏草賞。同年「屋根」創刊・主宰。2010年、第6句集『辻俳諧』により第50回俳人協会賞。他の句集に『櫻榾』『次郎柿』『燠の海』『禾』、他の著書に『山口青邨』『草木花春夏秋冬』『夏風先生の俳句道場』などがある。岩手日報俳句選者。角川書店「平成俳壇」選者、NHK俳壇選者（2001年4月-2003年3月）も務めていた。俳人協会理事（1999年より）。日本ペンクラブ、日本文芸家協会会員。

## 著作

### 単著
- 『埋立地　句集』風神社、1980年10月。
- 『桜榾　句集』斎藤夏風、1985年12月。
- 『斎藤夏風集』俳人協会〈自註現代俳句シリーズ 5期 41〉、1989年8月。
- 『次郎柿　句集』角川書店〈現代俳句叢書 期 11〉、1989年9月。ISBN 4-04-871221-7。
- 『斎藤夏風句集』ふらんす堂〈現代俳句文庫 24〉、1994年12月。ISBN 4-89402-101-3。
- 『河』飯塚書店〈俳句創作百科〉、1996年8月。ISBN 4-7522-2025-3。
- 『燠の海　句集』花神社〈花神俳人選〉、1997年11月。ISBN 4-7602-1484-4。
- 『三艸春秋』蝸牛新社〈屋根叢書 10〉、1999年12月。ISBN 4-87661-376-1。
- 『禾　句集』角川書店、2005年6月。ISBN 4-04-651825-1。
- 『俳句実作のための草木花春夏秋冬　NHK俳句』日本放送出版協会、2008年1月。ISBN 978-4-14-016159-3。
- 『辻俳諧　句集』ふらんす堂、2010年9月。ISBN 978-4-7814-0294-9。
- 『夏風先生の俳句道場』飯塚書店、2013年5月。ISBN 978-4-7522-2069-5。

### 共著
- 山口青邨 編 編『現代俳論集』夏草発行所〈夏草叢書 第36輯〉、1968年。
- 斎藤夏風 ほか『名句に学ぶ俳句の骨法』 上、角川書店〈角川選書 323〉、2001年4月。ISBN 4-04-703323-5。
- 斎藤夏風 ほか『名句に学ぶ俳句の骨法』 下、角川書店〈角川選書 324〉、2001年4月。ISBN 4-04-703324-3。

### 編著
- 山口青邨、斎藤夏風 編著『山口青邨』蝸牛社〈蝸牛俳句文庫 32〉、1997年12月。ISBN 4-87661-321-4。
- 斎藤夏風 編 編『いつこ　その姿』斎藤安弘、2008年5月。 - 肖像あり。

### その他
- 斎藤夏風全句集を刊行する会 編『斎藤夏風全句集』ふらんす堂、2020年9月。ISBN 978-4-7814-1294-8。- 肖像あり。